# День Доктора
«День Доктора» (англ. The Day of the Doctor) — спецвыпуск после седьмого сезона британского научно-фантастического сериала «Доктор Кто», посвящённый 50-летию сериала. Премьера спецвыпуска состоялась 23 ноября 2013 года на телеканале BBC One, а также одновременно по телевидению в других 93 странах и в кинотеатрах в 3D-формате. Серия установила мировой рекорд в книге рекордов Гиннесса за самый масштабный одновременный показ драмы.
В качестве врагов Доктора в спецвыпуске появились далеки и зайгоны. По словам исполнительного продюсера и главного сценариста сериала Стивена Моффата, его главной идеей было не только отметить прошлое сериала, но и серьёзно продвинуть сюжет. Он заявил, что «нельзя рассказывать историю, которую боишься рассказывать».

## Сюжет
Сюжет проходит в трёх временных периодах — в современной Англии, елизаветинской Англии и в последний день Войны Времени.
Клара Освальд преподаёт в школе, но получив письмо от Одиннадцатого Доктора, отправляется к нему в ТАРДИС. Неожиданно ТАРДИС похищает вертолёт и транспортирует на Трафальгарскую площадь, где представители UNIT вручают Доктору письмо с инструкциями от Елизаветы Первой. В них Елизавета просит Доктора о помощи и назначает его «куратором». Доктору и Кларе показывают скрытые помещения Национальной галереи, где хранятся 3D-картины, среди которых — картина с изображением падения Аркадии — второго города Галлифрея. Её название — «No More» («Конец») или «Gallifrey Falls» («Падение Галлифрея»). В других картинах выбиты стекла; как отмечает Доктор — изнутри.
Параллельно показываются события падения Аркадии. Военный Доктор похищает древний артефакт «Момент», способный уничтожить расы Повелителей Времени и далеков, так как не видит другого способа остановить войну между ними, которая грозит уничтожить всю вселенную. Артефакт, имеющий собственное сознание, создаёт проекцию в виде Розы Тайлер (если быть точнее — Злого Волка), которая пытается помочь Доктору совершить правильный выбор. Тем временем Десятый Доктор и Елизавета Первая сталкиваются с зайгонами — старыми врагами Доктора, инопланетянами, способными принимать облик любого живого существа.
Момент в обличье Розы Тайлер открывает во всех трёх временных периодах порталы, вынуждающие всех трёх Докторов пересечься в одном времени — Елизаветинской Англии. Зайгоны запирают трёх Докторов в подземельях Тауэра, а сами переносят себя в картины, чтобы выбраться из них уже в современной Англии и захватить современную Землю. На протяжении всего времени все три Доктора испытывают смешанные чувства касательно уничтожения Галлифрея. Военный Доктор сомневается, Десятый злится, а Одиннадцатый делает вид, что уже забыл, хотя на самом деле глубоко раскаивается.
Тем временем в современной Англии зайгоны принимают облик персонала UNIT и обманом заманивают Клару в секретные помещения Тауэра — места, где не только хранятся все самые секретные разработки, но и которые недоступны для телепортации ТАРДИС. Кларе удается сбежать от зайгонов, воспользовавшись персональным телепортом Джека Харкнесса. Она освобождает Докторов, и они вместе переносятся обратно в Англию 21 века. UNIT собирается уничтожить весь Лондон вместе с зайгонами, взорвав ядерный заряд, но Десятому и Одиннадцатому Докторам удаётся предотвратить катастрофу.
Военный Доктор возвращается в своё время и собирается использовать артефакт для уничтожения Повелителей Времени и далеков, но неожиданно появляются Десятый и Одиннадцатый Доктора. Они говорят, что сожалеют о своём выборе и хотят разделить ответственность и вместе уничтожить Галлифрей. Клара помогает Докторам осознать, что есть другой путь. Доктора придумывают план, по которому совместными усилиями всех Докторов можно спасти, а не уничтожить Галлифрей. План состоит в том, чтобы, объединив энергии всех ТАРДИС всех Докторов (в том числе и Военного Доктора), отослать Галлифрей подальше от поля битвы, спрятав его в «карманной» вселенной. Все одиннадцать Докторов и Военный Доктор одновременно переносятся на Галлифрей, связываются с верховным командованием Галлифрея и, получив его одобрение, осуществляют свой план в решающий момент битвы за Галлифрей. Корабли флота далеков, обстреливающие Галлифрей с орбиты, не успевают вовремя среагировать на внезапное исчезновение Галлифрея и перекрёстным огнём уничтожают друг друга. Последней появляется ещё одна ТАРДИС, не замеченная Докторами, но увиденная Повелителями Времени: ею управляет рассерженный Двенадцатый Доктор из будущего.
Галлифрей спасён, и мы наконец узнаём, что на самом деле произошло в последний день Войны Времени. Все Доктора, кроме Одиннадцатого, забыли, что спасли Галлифрей, а не уничтожили его. Военный Доктор регенерирует в Девятого, произнеся фразу Первого: «Это тело стало слишком неудобным». Десятый Доктор возвращается в своё время, а Одиннадцатый остаётся в Национальной Галерее вместе с Кларой.
К Доктору подходит таинственный человек, который представляется куратором (сыгран Томом Бейкером, игравшим ранее Четвёртого Доктора). Он сообщает Одиннадцатому Доктору, что название картины на самом деле значит «Gallifrey Falls No More» («Галлифрей больше не падёт»). Их план сработал. Галлифрей не был уничтожен в войне, а просто затерян.
Юбилейная серия заканчивается сном Доктора, в котором появляются все воплощения Доктора. Одиннадцатый присоединяется к ним последним, переглядывается с Десятым, улыбается и с надеждой смотрит на звёзды, говоря, что теперь у него есть мечта однажды найти Галлифрей — свой потерянный дом.

## Съёмки
Съёмки спецвыпуска начались 2 апреля 2013 года в городе Нит в Уэльсе. 9 апреля 2013 года съёмки происходили на Трафальгарской площади в Лондоне. 17 апреля Мэтт Смит, Дженна Коулман, Билли Пайпер и Дэвид Теннант участвовали в съёмках в городе Чепстоу, Монмутшир, Уэльс, а некоторые сцены были сняты в Замке Чепстоу. 2 мая снимались сцены в Кардиффе, которые занимали места в Totter’s Lane и Coal Hill school. Съёмки для спецвыпуска завершились в воскресенье 5 мая 2013 года.

## Показ
Спецвыпуск был показан в одно и то же время по телевидению в форматах 2D и 3D в 94 странах мира. В Великобритании транслировался телеканалом «BBC One» 23 ноября 2013 года. В это же время кинотеатры разных стран мира показали серию в 3D.
В России эпизод был показан на телеканалах «Карусель» и «НСТ», а также в кинотеатрах в 3D. Организатором показа юбилейной серии в кинотеатрах России, Казахстана и Украины стало арт-объединение «CoolConnections».
В списке присутствуют следующие страны и телеканалы, которые транслировали спецвыпуск одновременно:
| Список стран             | Список стран              | Список стран |
| Страна                   | Телеканал(ы)              |              |
| ------------------------ | ------------------------- | ------------ |
| Австралия                | ABC1                      |              |
| Ангола                   | BBC Entertainment         |              |
| Аргентина                | BBC Entertainment, BBC HD |              |
| Бенин                    | BBC Entertainment         |              |
| Боливия                  | BBC Entertainment, BBC HD |              |
| Ботсвана                 | BBC Entertainment         |              |
| Бразилия                 | BBC Entertainment, BBC HD |              |
| Буркина-Фасо             | BBC Entertainment         |              |
| Бурунди                  | BBC Entertainment         |              |
| Великобритания           | BBC One                   |              |
| Венесуэла                | BBC Entertainment, BBC HD |              |
| Габон                    | BBC Entertainment         |              |
| Гамбия                   | BBC Entertainment         |              |
| Гана                     | BBC Entertainment         |              |
| Гватемала                | BBC Entertainment, BBC HD |              |
| Гвинея                   | BBC Entertainment         |              |
| Гвинея-Бисау             | BBC Entertainment         |              |
| Германия                 | Fox                       |              |
| Гондурас                 | BBC Entertainment, BBC HD |              |
| Гонконг                  | BBC Entertainment         |              |
| Дания                    | DR3                       |              |
| Джибути                  | BBC Entertainment         |              |
| Доминиканская Республика | BBC Entertainment, BBC HD |              |
| ДР Конго                 | BBC Entertainment         |              |
| Замбия                   | BBC Entertainment         |              |
| Зимбабве                 | BBC Entertainment         |              |
| Израиль                  | yes Action                |              |
| Индонезия                | BBC Entertainment         |              |
| Италия                   | Rai 4                     |              |
| Кабо-Верде               | BBC Entertainment         |              |
| Камерун                  | BBC Entertainment         |              |
| Канада                   | Space                     |              |
| Кения                    | BBC Entertainment         |              |
| Китайская Республика     | BBC Entertainment         |              |
| Колумбия                 | BBC Entertainment, BBC HD |              |
| Республика Конго         | BBC Entertainment         |              |
| Коста-Рика               | BBC Entertainment, BBC HD |              |
| Кот-д’Ивуар              | BBC Entertainment         |              |
| Либерия                  | BBC Entertainment         |              |
| Маврикий                 | BBC Entertainment         |              |
| Мавритания               | BBC Entertainment         |              |
| Мадагаскар               | BBC Entertainment         |              |
| Малави                   | BBC Entertainment         |              |
| Малайзия                 | BBC Entertainment         |              |
| Мали                     | BBC Entertainment         |              |
| Мексика                  | BBC Entertainment, BBC HD |              |
| Мозамбик                 | BBC Entertainment         |              |
| Мьянма                   | BBC Entertainment         |              |
| Намибия                  | BBC Entertainment         |              |
| Нигер                    | BBC Entertainment         |              |
| Нигерия                  | BBC Entertainment         |              |
| Никарагуа                | BBC Entertainment, BBC HD |              |
| Панама                   | BBC Entertainment, BBC HD |              |
| Парагвай                 | BBC Entertainment, BBC HD |              |
| Перу                     | BBC Entertainment, BBC HD |              |
| Польша                   | BBC Entertainment         |              |
| Республика Корея         | BBC Entertainment, KBS2   |              |
| Россия                   | Карусель, НСТ             |              |
| Руанда                   | BBC Entertainment         |              |
| Сальвадор                | BBC Entertainment, BBC HD |              |
| Сан-Томе и Принсипи      | BBC Entertainment         |              |
| Свазиленд                | BBC Entertainment         |              |
| Сейшельские Острова      | BBC Entertainment         |              |
| Сенегал                  | BBC Entertainment         |              |
| Сингапур                 | BBC Entertainment         |              |
| Сомали                   | BBC Entertainment         |              |
| Судан                    | BBC Entertainment         |              |
| Сьерра-Леоне             | BBC Entertainment         |              |
| США                      | BBC America               |              |
| Таиланд                  | BBC Entertainment         |              |
| Танзания                 | BBC Entertainment         |              |
| Того                     | BBC Entertainment         |              |
| Турция                   | CNBC-e                    |              |
| Уганда                   | BBC Entertainment         |              |
| Уругвай                  | BBC Entertainment, BBC HD |              |
| Финляндия                | Yle TV1                   |              |
| Франция                  | France 4                  |              |
| ЦАР                      | BBC Entertainment         |              |
| Чад                      | BBC Entertainment         |              |
| Чили                     | BBC Entertainment, BBC HD |              |
| Эквадор                  | BBC Entertainment, BBC HD |              |
| Экваториальная Гвинея    | BBC Entertainment         |              |
| Эритрея                  | BBC Entertainment         |              |
| Эфиопия                  | BBC Entertainment         |              |
| ЮАР                      | BBC Entertainment         |              |
| Южный Судан              | BBC Entertainment         |              |

## Выпуск на DVD и Blu-ray
Релиз серии на DVD и Blu-ray в Великобритании состоялся 2 декабря 2013 года. В странах Северной Америки — 10 декабря 2013 года.